# Andrei Feher
Andrei Feher, född 25 maj 1916 i Rumänien, död 2003 i Los Angeles, var en rumänsk filmfotograf och regissör. Han har även varit verksam under pseudonymerna Andrea Bianchi, Andrew Whyte och Stan Lee Kubrick.
Feher verkade som filmfotograf i Rumänien under 1950- och 1960-talen och spåddes en lovande framtid. Han medverkade bland annat i filmen Darclée som visades på Filmfestivalen i Cannes 1961 och som även var prisnominerad. Av politiska skäl tvingades han dock fly landet på 1970-talet och bosatte sig först i Jugoslavien och därefter Italien och Sverige. I Sverige etablerade han sig som porrfilmsregissör och verkade då under namnen Andrea Bianchi och Andrew Whyte. Hans första film blev Kärleksvirveln (1977), följd av Gräsänkor på skandalsemester (1980), Ta' mej doktorn (1981), Le professeur Raspoutine (1982) Pilska Julia på bröllopsresa (1982), Hetaste liggen (1983), Mémoires d'un pervers (1983), Madam DeSade's Castle of Pleasure (1984), Dreams of Love (1985) och The Porno Race (1985). I mitten av 1980-talet lämnade han Sverige och flyttade till Frankrike. 1997 regisserade han sin sista film Kiss of Death.

## Filmografi
Regissör
- 1977 – Kärleksvirveln
- 1980 – Gräsänkor på skandalsemester
- 1981 – Ta' mej doktorn
- 1982 – Le professeur Raspoutine
- 1982 – Pilska Julia på bröllopsresa
- 1983 – Hetaste liggen
- 1983 – Mémoires d'un pervers
- 1984 – Madam DeSade's Castle of Pleasure
- 1985 – Dreams of Love
- 1985 – The Porno Race
- 1997 – Kiss of Death

Manus
- 1977 – Kärleksvirveln
- 1980 – Gräsänkor på skandalsemester
- 1981 – Ta' mej doktorn
- 1982 – Le professeur Raspoutine
- 1982 – Pilska Julia på bröllopsresa
- 1983 – Hetaste liggen
- 1985 – The Porno Race
- 1997 – Kiss of Death

Filmfoto
- 1953 – O scrisoare pierduta
- 1955 – Directorul nostru
- 1957 – Dincolo de brazi
- 1957 – Pasarea furtunii
- 1958 – Alo? Ati gresit numarul
- 1961 – Darclée
- 1962 – Celebrul 702
- 1962 – Doi baieti ca piinea calda
- 1963 – Vacanta la mare
- 1969 – Hamisha Yamim B'Sinai
- 1982 – Pilska Julia på bröllopsresa
- 1983 – Hetaste liggen
- 1985 – Dreams of Love
- 1985 – The Porno Race

### Fotnoter
1. ↑  Sveriges befolkning
1990:
Feher, Andrei
2. ↑  Sveriges dödbok 1901–2009, DVD‐ROM, Version 5.00, Sveriges Släktforskarförbund (2010): Feher, Andei
3. 1 2  ”Andrei Feher”. IMDb.com. http://www.imdb.com/name/nm0270413/?ref_=fn_al_nm_1. Läst 19 maj 2013.